# Norma (ópera)
Norma é uma ópera trágica em dois atos, de Vincenzo Bellini, com libreto de Felice Romani, cuja estreia ocorreu no Teatro alla Scala, de Milão, no dia 26 de dezembro de 1831. Essa ópera é considerada o ponto alto da tradição do bel canto.
O papel principal (Norma) é geralmente avaliado como um dos mais difíceis do repertório de soprano. O papel foi criado para Giuditta Pasta, que também encarnou, pela primeira vez, o personagem Amina na ópera La sonnambula.
Durante o século XX, somente um pequeno número de cantoras foi capaz de desempenhar o papel de Norma com sucesso: Rosa Ponselle, no início da década dos anos 1920, depois Joan Sutherland, a partir da década de 1960, e Montserrat Caballé. Maria Callas é considerada a intérprete suprema do papel-título de Norma. Ela representou-o inúmeras vezes e gravou-o, em estúdio, em duas ocasiões, pelo selo EMI.
Em 13 de abril de 2013, o soprano italiano Mariella Devia debutou em Norma no Teatro Comunale di Bologna com uma recepção clamorosa do público. 
Em 2013 e 2015, Cecilia Bartoli  apresentou a Norma no  Festival Whitsun de Salzburg.  A versão de Bartoli é historicamente informada e procura ser fiel ao som  e ao espírito originais dos primórdios do romantismo. Para a gravação, feita pelo estúdio  Decca,  foi usada a mais recente edição crítica da partitura de Bellini, meticulosamente restaurada a partir do manuscrito e  de  antigas fontes impressas.

## Personagens
- Norma, alta-sacerdotisa: soprano dramático-coloratura
- Adalgisa, sacerdotisa: mezzo-soprano lírico (originalmente, soprano lírico)
- Pollione, pró-cônsul romano na Gália: tenor
- Oroveso, chefe druida: baixo
- Clotilde, amiga e confidente de Norma: Soprano (originalmente, mezzo-soprano)
- Flavio, centurião romano e companheiro de Pollione: tenor

## Números musicais
Primeiro ato:
- Prelúdio; "Ite sul colle, o Druidi" - coro introdutório e Oroveso.
- "Svanir le voci!... Meco all'altar di Venere... Odi? I suoi riti a compiere... Me protegge, me difende" - recitativos de Pollione e Flavio e ária e cabaletta de Pollione.
- "Norma viene" - coro introdutório de Norma.
- "Sediziose voci" - recitativo de Norma.
- "Casta diva" - cavatina de Norma.
- "Fine al rito... Ah! bello a me ritorna" - recitativo e cabaletta de Norma.
- "Sgombra è la sacra selva... Deh! proteggimi, o Dio!" - recitativo e ária de Adalgisa.
- "Eccola! va, mi lascia... Va, crudele, al Dio spietato... Vieni in Roma" - recitativo, dueto e cabaletta de Adalgisa e Pollione.
- "Vanne, e li cela entrambi" - recitativo de Norma e Clotilde.
- "Adalgisa!...Alma costanza... Oh, rimembranza!... Ah! sì, fa' core, abbracciami" - recitativo, dueto e cabaletta de Norma e Adalgisa.
- "Ma di', l'amato giovane... No, non tremare" - recitativo de Norma, Adalgisa e Pollione e arioso de Norma.
- "Oh! di qual sei tu vittima... Perfido!... Vanne, sì, mi lascia, indegno" - trio, recitativo e cabaletta de Norma, Pollione e Adalgisa.

Segundo ato:
- "Prelúdio".
- "Dormono entrambi" - recitativo e arioso de Norma.
- "Olà, Clotilde!" - recitativo de Norma e Clotilde.
- "Mi chiami, o Norma?... Deh! con te li prendi" - recitativo e dueto de Norma e Adalgisa.
- "Mira, o Norma... Cedi, deh, cedi!... Sì, fino all'ore estreme" - dueto, recitativo e cabaletta de Norma e Adalgisa.
- "Non partì?... Guerrieri! a voi venire... Ah! del Tebro al giogo indegno" - coro, recitativo e ária de Oroveso.
- "Ei tornerà. Sì!" - recitativo de Norma e Clotilde.
- "Squilla il bronzo del Dio!" - recitativo de Norma com coro.
- "Guerra!" - coro.
- "Né compi il rito, o Norma?" - recitativo de Norma, Oroveso, Pollione e Clotilde.
- "In mia man alfin tu sei... Già mi pasco ne' tuoi sguardi" - dueto e cabaletta de Norma e Pollione.
- "Dammi quel ferro!" - recitativo de Norma, Pollione e Oroveso.
- "Qual cor tradisti" - dueto de Norma e Pollione.
- "Norma! deh, Norma! scòlpati!... Deh! non volerli vittime" - final (Norma, Pollione, Oroveso e coro).